# Blue Horizon
Blue Horizon Records — британський лейбл звукозапису, заснований 1965 року.
Лейбл звукозапису Blue Horizon було засновано 1965 року продюсером Майком Верноном, його братом Річардом та другом дитинства Нілом Славеном, які полюбляли блюз. Першим записом, що вийшов на лейблі, став сингл Г'юберта Самліна «Across The Board». Після цього Blue Horizon видавав записи інших блюзових виконавців, таких як Джон Мейолл, Дастер Беннетт, Отіс Спенн, Чемпіон Джек Дюпрі, Елмор Джеймс, гурт Chicken Shack. Також Вернон домовився з керівником Sire Records Сеймуром Стейном про вихід записів виконавців Blue Horizon в США.
Найбільший успіх прийшов до лейбла 1968 року після виходу дебютного альбому рок-гурту Fleetwood Mac, який піднявся на четверту сходинку в національному чарті. З 1968 по 1969 року на Blue Horizon вийшли два альбоми Fleetwood Mac, а також популярний сингл «Albatross», який очолив національний хіт-парад, після чого гурт підписав контракт з іншим лейблом Reprise Records.
На початку 1970-х років Майк Вернон закрив Blue Horizon. Замість звукозапису він перекваліфікувався в продюсери, і працював з гуртами Focus та Bloodstone. Надалі на Blue Horizon час від часу виходили записи таких виконавців, як Леслі Джонсон («Лінивий Лестер») та The De Luxe Blues Band, або перевидання старих записів. Також Вернон заснував нову компанію звукозапису Code Blue. 
2010 року було повідомлено про відновлення лейблу під керівництвом Сеймура Стейна та Річарда Готерера з Sire Records. 2020 року Blue Horizon став партнером лейблу Fat Possum Records.